# أمة الشركات الناشئة
أمة الشركات الناشئة: حكاية معجزة إسرائيل الإقتصادية هو كتاب لعام 2009 من تأليف دان سينور وشاول سينجر عن اقتصاد إسرائيل، ويبحث كيف تمكنت إسرائيل، الدولة التي يبلغ عمرها 60 عامًا ويبلغ عدد سكانها 7.1 مليون نسمة، من الوصول إلى هذا النمو الاقتصادي «في بداية عام 2009، تم إدراج حوالي 63 شركة إسرائيلية في بورصة نازداك، أكثر من أب بلد أجنبي آخر.» في عام 2010 ، احتل أمة الشركات الناشئة المرتبة الخامسة على قائمة أفضل الأعمال مبيعًا لصحيفة نيويورك تايمز، ووصل أيضًا إلى قائمة أكثر الكتب مبيعًا في وول ستريت جورنال.

## نظرة عامة
صرح مجلس العلاقات الخارجية في ترويجه للكتاب الذي يتناول عنوان «أمة الشركات الناشئة» بالسؤال: «كيف يمكن لإسرائيل - دولة يبلغ عدد سكانها 7.1 مليون نسمة ولا يتجاوز عمرها 60 عامًا ويحيط بها الأعداء وفي حالة حرب دائمة منذ تأسيسها، مع عدم وجود موارد طبيعية - تنتج عدد من الشركات الناشئة أكثرمن الدول الكبيرة المسالمة والمستقرة مثل اليابان والصين والهند وكوريا وكندا والمملكة المتحدة؟»  يلاحظ الإيكونوميست أن لدى إسرائيل الآن شركات ناشئة ذات تكنولوجيا عالية ورأس مال مجازف أكبر للفرد الواحد من أي دولة أخرى في العالم. اجتذب نجاح قطاع التكنولوجيا الفائقة في إسرائيل على مدار العقدين الماضيين اهتمامًا حديثًا من صحفيي الأعمال، وتصف الإيكونوميست أمة الشركات الناشئة على أنه الأبرز بين «كومة متنامية» من الكتب حول هذا الموضوع.
في محاولة لتفسير نجاح إسرائيل في هذا المجال، يتجاهل سينور وسينجر «حجة الاستثناء العرقي أو الديني ورفض» اليهودية الموحدة«، أو المواهب الفردية كسببين رئيسيين لنجاح إسرائيل في التكنولوجيا الفائقة» وتحليل عاملين رئيسيين - في رأي المؤلفين - ساهم بشكل كبير في النمو الاقتصادي لإسرائيل، وهما العليا (الهجرة) والخدمة العسكرية الإلزامية.
يجادل المؤلفون بأنه يمكن العثور على عامل رئيسي للنمو الاقتصادي لإسرائيل في ثقافة الجيش الإسرائيلي، حيث الخدمة إلزامية لمعظم الشباب الإسرائيليين، ويعتقد المؤلفون أن الخدمة في الجيش الإسرائيلي تزود رواد الأعمال المحتملين بفرص لتطوير مجموعة واسعة من المهارات والاتصالات، ويعتقدون أيضًا أن أنها توفر الخبرة التي تمارس المسؤولية في بيئة غير هرمية نسبيًا حيث يتم تقدير الإبداع والذكاء بشكل كبير، فلا يحصل جنود الجيش الإسرائيلي إلا على الحد الأدنى من التوجيه من الأعلى، ومن المتوقع أن يرتجلو حتى لو كان هذا يعني خرقًا لبعض القواعد، فإذا كنت ضابطًا مبتدئًا فيمكنك استدعاء كبار المسؤولين لديك بأسمائهم الأولى، وإذا رأيتهم يفعلون شيئًا خاطئًا، فأنت تفول ذلك." لا تهم الرتب ولا الأعمار، "فبما أن يمكن لسائقي سيارات الأجرة قيادة الملايين، ويمكن للأطفال الذين يبلغون من العمر 23 عامًا تدريب أعمامهم،" و" القوات الإسرائيلية تصوت بانتظام للإطاحة بقادة وحداتهم".
يبرز الكتاب أيضّا بإسهاب الهجرة ودورها في النمو الاقتصادي لإسرائيل: «المهاجرون لا يكرهون البدء من الصفر، فهم بحكم التعريف مخاطرون. أمة المهاجرين هي أمة من رجال الأعمال. من الناجين من الهولوكوست إلى الرافضين السوفيت حتى اليهود الإثيوبيين، لم تتوقف دولة إسرائيل أبدًا عن أن تكون أرضًا للهجرة: 9 من أصل 10 من اليهود الإسرائيليين اليوم هم مهاجرون أو أحفاد مهاجرون من الجيل الأول أو الثاني. هذه الديموغرافيا المحددة، التي تسبب تجزؤ المجتمع الذي لا يزال مستمراً في البلاد، وهي رغم ذلك حافز كبير لتجريب حظهم لتحمل المخاطر؛ لأن المهاجرين ليس لديهم ما يخسرونه.»
تشمل العوامل الإضافية التي ذكرها المؤلفون شعورًا بعدم الرضا عن الوضع الحالي، وهي ثقافة يتفاعل فيها الأفراد كثيرًا مع التكنولوجيا، والسياسات الحكومية الصديقة للشركات الناشئة.
باستخدام القصص والحكايات، يقدم الكتاب أمثلة على الإنجازات التكنولوجية والطبية لإسرائيل، من بينها «الابتكارات الإسرائيلية مكنت جوجل يقترح (Google Suggest)، وهو قائمة الاقتراحات التي تظهر على الفور في شكل قائمة أثناء كتابة طلب بحث، والتتظير الكبسولي، وكاميرا مصغرة مدمجة في حبة بحيث يمكنها نقل 18 صورة في الثانية لاسلكيًا بشكل غير مؤلم من مناطق الجهاز الهضمي.»
بينما يصف الكتاب النجاحات العديدة التي حققتها إسرائيل في مجال الابتكار التكنولوجي، إلا أنه يحاول أيضًا - على حد تعبير أحد المراجعين - معالجة سبب افتقار إسرائيل أن يكون لها نوكيا أو سامسونج أو آي بي إم خاصة بها، ووفقًا لمؤلفي الكتاب فإن هذا يرجع جزئيًا إلى أن الشركات الناشئة الكبيرة في إسرائيل تميل إلى الاستحواذ عليها من قبل الشركات الأجنبية الكبيرة، ويعزى ذلك جزئيًا إلى أن الشركات الإسرائيلية فشلت حتى الآن في تطوير ثقافة الإدارة الناضجة اللازمة لإدارة مثل هذه الشركات.
أجرى سينور وسنجر مقابلات مع أكثر من 100 شخص لكتابة الكتاب، من بينهم كبار المستثمرين الإسرائيليين بما في ذلك اللاعبين الرئيسيين في جوجل وإنتل وسيسكو، مؤرخون وقادة في الجيش الأمريكي ورؤساء الإسرائيليين، وكان استنتاجهم أنه «في حين أن إسرائيل لديها الكثير لتتعلمه من العالم، فإن العالم لديه الكثير لتتعلمه من إسرائيل».

## المؤلفان
- دان سينور مسؤول السياسة الخارجية السابق في حكومة الولايات المتحدة. شغل منصب كبير المتحدثين باسم سلطة التحالف المؤقتة في العراق، وهو الآن يقدم المشورة إلى شركات رأس المال الاستثماري
- شاول سينجر كاتب عمود ومحرر سابق للصفحة الافتتاحية في جيروزاليم بوست.[9][17]

## الاستقبال النقدي

### الإشادة
يعتقد جون روزن من يو إس إيه توداي أن الكتاب قد كتب من وجهة نظر إسرائيلية وقد يغضب أولئك الذين لديهم تحفظات على سياستها الخارجية، لكنه ما زال يعد إنجازًا، «ليس فقط لكشف جذور نجاح إسرائيل، ولكن من خلال إظهار ما يمكن للحالة الإسرائيلية أن تعلمه لبقية العالم». يقول جيمس جلاسمان في صحيفة وول ستريت جورنال أن «قوة أمة الشركات النائشة ليست التحليل ولكن الرواية، فيروي المؤلفون قصصًا حية عن نجاح تنظيم المشاريع، مثل نجاح شاي أجاسي، ابن مهاجر عراقي إلى إسرائيل، في استخدام تكنولوجيا السيارات الكهربائية، وهو الآن بصدد إنشاء» كار 2.0". " 
يشير بابليشرز ويكلي على أن «المؤلفين أسسوا تحليلهم في دراسات الحالة والمقابلات مع بعض من أكثر المبدعين إبداعًا في إسرائيل لجعل هذا قراءة ثرية ومثيرة ليس فقط لقادة الأعمال وواضعي السياسات ولكن لأي شخص مهتم بالثقافة الإسرائيلية المعاصرة.» 
في ذا إيكونوميك تايمز، كتب رامابدران غوبالاكريشنان أن استخدام التعبيرات العبرية يجعل الكتاب «حيًا ومقروءًا بشكل بارز». إلى جانب كلمة خوتسبا، يستخدم المؤلفون كلمة بيتساو، والتي تعني تقريبًا «إنجاز الأمور». تعبير عبري آخر مستخدم في الكتاب هو روش جادول، حرفياً «الرأس الكبير»، والذي يمكن ترجمته «موقف يمكن فعله ومسؤول مع احترام ضئيل لقيود السلطة الرسمية». يخلص غوبالاكريشنان إلى أن الأفكار الموضحة في الكتاب «وثيقة الصلة بقدرة الابتكار بشكل عام، ولكن بالنسبة للهند، خاصة في هذا المنعطف».
يقول ديفيد هوروفيتز من جيروزاليم بوست أن استنتاجات أمة الشركات الناشئة تجد تأكيدًا في العالم الحقيقي، مثل كيف تم إنقاذ حياة عضوة الكونغرس غابرييل جيفوردز عندما قام فريق طبي طارئ بتطبيق ضمادة ثورية مرنة تم تطويرها في إسرائيل لإيقاف جروح رأسها.
تقول مراجعة في واشنطن بوست إن «الكتاب ينسج القصص اللافتة للانتصارات التكنولوجية الإسرائيلية» مثل قصة شفات شاكيد الذي «أسس شركة للأمن السيبراني مع رفيقه القديم من المخابرات العسكرية وكان لديه الجرأة للمراهنة على مسؤول تنفيذي كبير في باي بال، شركة التجارة عبر الإنترنت المملوكة لشركة إيباي، أن بضع عشرات من المهندسين يمكنهم التغلب على آلاف من باي بال في تطوير برامج آمنة عبر الإنترنت». تشير المراجعة أيضًا إلى أنه كان بإمكان المؤلفين القيام بعمل أفضل في رسم «الخطوط المستقيمة بين نظرياتهم حول نجاح إسرائيل ودراسات الحالة هذه».
شعرت مورين فاريل من مجلة فوربس بخيبة أمل لأن المؤلفين تجاهلوا في الغالب تأثيرات المساعدات الخارجية الأمريكية، لكنها تقول إن الكتاب «يستحق القراءة ليس فقط لفهم تاريخ إسرائيل ولكن تاريخ الرأسمالية والابتكار».

### النقد
شعرت روث شوستر، التي تراجع الكتاب في صحيفة هآرتس، أنه «تلطخ بالوطنية الصارخة الغوغائية». تشير مراجعة في كريستيان ساينس مونيتور إلى أن «النقاد يقولون إن القصة وراء أن بلدًا يبلغ عدد سكانه 7 ملايين تملك عدد شركات مدرجة في نازداك أكثر من أوروبا هو أكثر تعقيدًا مما يرسمه سينجر وسينور».
يجادل يوسف منصور، الكاتب في جوردان تايمز، بأن اثنين من العوامل التي يعزو إليها سينور وسينجر نجاح إسرائيل، وهما الجيش الإسرائيلي والهجرة اليهودية السوفيتية، كانتا مستدامتين فقط بسبب المساعدات الخارجية التي تتلقاها إسرائيل من الولايات المتحدة والقطاع الخاص. كما يخطئ منصور المؤلفين في اقتراحهم أن التفاوت بين ريادة الأعمال في القطاعين العربي واليهودي في إسرائيل متجذر في إعفاء العرب من الخدمة العسكرية وليس ما يعتبره منصور «سياسات إسرائيل التمييزية ضد مواطنيها العرب»، خاصة في مجال التعليم. وسوق العمل.
لاحظ غال بيكرمان، الذي يكتب في مجلة ذا فوروارد، أن الكتاب «يقدم إسرائيل بشكل إيجابي للغاية باعتبارها معقلًا لروح المبادرة والإنجاز التكنولوجي. إنه يتجنب مناقشة الصراع مع الفلسطينيين، أو حتى عدم المساواة في الثروة داخل إسرائيل، وبالتالي يتوافق بشكل جيد مع جهود العلاقات العامة الأخيرة من قبل إسرائيل لتحويل الانتباه بعيدًا عن مشاكلها ونحو إنجازاتها».

## ردود الأفعال
أوصى الصحفيون وصانعو السياسات في العديد من البلدان باستخدام أمة الشركات الناشئة كدليل مفيد لتعزيز ريادة الأعمال. مراجعة للكتاب في آيرش تايمز تدعو أيرلندا إلى اتباع النموذج الإسرائيلي. اعتبر أندريوس كوبيليوس رئيس وزراء ليتوانيا كتاب أمة الشركات الناشئة كتابه المفضل. يقول يرجو أوياسار، الشريك الإداري في سولون بارتنرز، وهي شركة استشارية تنفيذية ومستثمر ملاك في إستونيا، «هناك الكثير مما يمكن تعلمه من التجربة الإسرائيلية لاحتضان رأس المال الاستثماري من خلال بناء حوافز للخصخصة». ووصف فريد زكريا من سي إن إن «أمة الشركات الناشئة» بأنه «كتاب يجب على كل رجل أعمال عربي وبيروقراطي وسياسي عربي قراءته». يُستشهد بالكتاب على أنه دليل «علم الاقتصاد الكلاسيكي». إنه يعلم الشركات الصغيرة «مدى فعالية فريق متماسك، خاصة عندما يركز هذا الفريق على التحدي أولاً.»
وبحسب ما ورد احتفظ رئيس الوزراء الفلسطيني السابق سلام فياض بنسخة من أمة الشركات الناشئة على مكتبه كمصدر للإلهام لصناعة التكنولوجيا المزدهرة في الضفة الغربية.

## روابط خارجية
- مركز أمة الشركات الناشئة، «منظمة غير ربحية مستقلة تبني جسورًا للابتكار الإسرائيلي»
- تحميل الكتاب pdf موقع www.kutub-pdf.net